# Lin Li
Lin Li (xinès simplificat: 林莉, pinyin: Lín Lì; Nantong, 4 de maig de 1970) és una nedadora xinesa retirada especialitzada en proves d'estil braça, esquena i estils, especialitat en la que va aconseguir ser campiona olímpica en 1992 en els 200 metres. També va ser campiona del món tant en 200 metres com en 400 estils.

## Carrera esportiva
Va representar la República Popular de la Xina en tres jocs olímpics a partir de Seul 1988, on va arribar a dues finals.
Les seves primeres medalles internacional les va aconseguir en el Campionat de Natació Pan Pacific de 1989 disputat a Tòquio. En la prova de 200 metres estils va guanyar l'or i en la de 400 la plata.
Lin Li va guanyar quatre medalles d'or (200 m. esquena, 200 m. braça, 200 m. i 400 m. estils) i una de plata (100 m. esquena) als Jocs Asiàtics de 1990 a Pequín. Als Jocs Asiàtics de 1994, a Hiroshima, va revalidar el títol de campiona en el 400 metres estils.
Li es va convertir en doble campiona del món a Perth, guanyant els 200 i els 400 metres estils el 1991. El mateix any va aconseguir quatre medalles a la Universíade disputada a Sheffiled. Tres d'or en 200 i 400 metres estils i 200 metres esquena i plata en 200 metres braça. També el 1991 al Campionat de Natació Pan Pacific disputat a Edmonton només va poder guanyar una medalla de bronze als 400 metres estils.
En els Jocs Olímpics de Barcelona 1992 va guanyar tres medalles: or en els 200 metres estils, i plata en 400 metres estils i 200 metres braça. A la prova de 200 metres estils va aconseguir un rècord del món amb un temps de 2:11.65 que va durar cinc anys.
Quatre anys després, en els Jocs Olímpics d'Atlanta 1996 va guanyar la medalla de bronze en els 200 metres estils, amb un temps de 2.14.74 segons, darrere de la irlandesa Michelle Smith (or) i la canadenca Marianne Limpert (plata). Es va retirar l'any següent.